# Diplophallus polymorphus
Diplophallus polymorphus is een lintworm (Platyhelminthes; Cestoda). De worm is tweeslachtig. De soort leeft als parasiet in andere dieren.
Het geslacht Diplophallus, waarin de lintworm wordt geplaatst, wordt tot de familie Acoleidae gerekend. De wetenschappelijke naam van de soort werd voor het eerst geldig gepubliceerd in 1819 door Rudolphi.